# 熊倉山 (埼玉県)

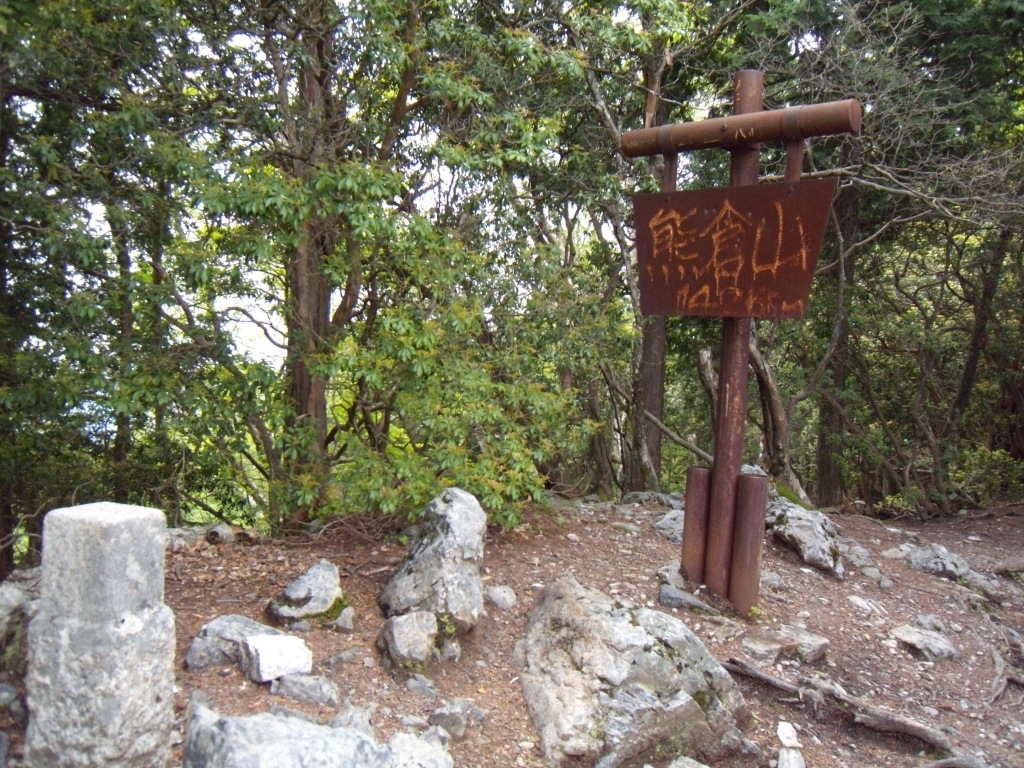
熊倉山山頂

熊倉山（くまくらさん）は埼玉県秩父市にある標高1,426.5mの山である。奥秩父の山域の一つ。秩父鉄道武州日野駅または白久駅から登ると、標高差が約1,100mある（武州日野駅や白久駅の標高は約300m）。埼玉県と東京都の境界にある長沢背稜から派生する尾根上に位置する。

## 登り方
一般的には秩父鉄道の武州日野駅及び白久駅から登られることが多い。
1. 日野コース：沢沿いを登るルート。登り約3時間
2. 城山コース：尾根を登るルート　登り約2時間
3. 林道（白久）コース：林道を登るルート　登り約2.5時間

- 現在(2012/9/19)は、林道（白久）コースでは一部崩落箇所があり、通行禁止となっている。
- ルートファインディング能力があれば酉谷山頂南側から小黒へ行き尾根を下るルートもある。

標高こそ1,500mに満たないものの、近隣の両神山や和名倉山と並んで遭難事故が多い。死亡例も多発しているため、安易な気持ちで入山してはならない。

## 周辺にある小屋
- 酉谷避難小屋（但し、この小屋がある酉谷山への登山道は未整備）

## 隣接する山
- 酉谷山